# サラワク・スタジアム
サラワク・スタジアム (マレー語: Stadium Sarawak; 英語: Sarawak Stadium)は、マレーシアのサラワク州クチンにある多目的スタジアムである。

## 概要
マレーシアで1997年に開催された1997 FIFAワールドユース選手権に向けて1997年に建設された。1997年に建設された当時はアジアでも有数のスタジアムだった。収容人数は40,000人。主にサッカーの試合に用いられ、マレーシアサッカーリーグに所属するサラワクFAがホームスタジアムとして使用している。サラワクFAがアジアカップウィナーズカップに出場した1998-1999シーズンには、準々決勝の鹿島アントラーズとの対戦の際に本スタジアムが使用されている。

## 交通アクセス
サラワク州には1989年に設立されたサラワク州スタジアムもあるため、間違えないよう注意が必要である。
クチン国際空港よりタクシーで約30分。